# Vugar Asadli
Vugar Asadli (en azéri : Vüqar Əsədli) est un joueur d'échecs azerbaïdjanais né 9 octobre 2001 à Bakou.
Au 1er juillet 2021, il est le 10e joueur azerbaïdjanais avec un classement Elo de 2 574 points.

## Biographie et carrière
À quinze ans, Asadli participa à l'Olympiade d'échecs de 2016 à Bakou, marquant 8 points sur 11 au premier échiquier de l'équipe jeune d'Azerbaïdjan et battant le grand maître Yehuda Gruenfeld. La même année, il marqua 6 points sur 8 à l'olympiade des jeunes de moins de 16 ans.
Asadli reçut le titre de grand maître international en 2019 et marqua 5 points sur 7 au deuxième échiquier de l'équipe d'Azerbaïdjan à la Coupe d'Europe des clubs d'échecs en novembre 2019. En 2020, il marqua 7 points sur 9 à l'open du Portugal, partageant la deuxième place avec sept autres joueurs et 6 points sur 9 à l'Open Aeroflot (sixième place au départage). 
En mai 2021, il finit cinquième au départage du championnat d'Azerbaïdjan.